# フィオナ旅行記
『フィオナ旅行記』（フィオナりょこうき、Fiona's Travels）は、小雨大豆によるブログ形式で綴られた物語。『good!アフタヌーン』公式ホームページ上で2009年5月から2010年10月まで不定期連載された。

## ストーリー
ある事件をきっかけに国を追われた、ローレンシア国の元軍人少尉フィオナ・ローエングラム。幼馴染の小竜カキツバタとともに、人を食う巨大生物が住む世界を放浪しはじめる。持ち前の明るさと軍人として鍛えられた生存能力の高さで危機を乗り越えながら、旅先の人々との交情、不可思議な生物との遭遇に心を動かす日々。
その途上、砂漠で倒れていたヒノクレを救出する。彼女もまたフィオナ同様、暗い過去を持つ孤独な身の上だった。飲み水を欠く絶体絶命の状況を奇跡的に生き延びた二人は、その後ともに旅をし道中は賑やいでいく。
しかし二人の背後には、フィオナの過去を知りその命を狙う影が密かに忍び寄ってきているのだった。

## ストーリーの舞台
登場する国、生物はすべて架空のものである。登場人物の台詞より、過去に第三次世界大戦とも称される大規模な戦争があり、その後に氷河期を迎えているらしい。フィオナ一行が旅する時代は生命が溢れており、氷河期を終えた後の時代と推測される。

## 登場人物

### 主要人物
フィオナ・ローエングラム
物語の主人公。女性。ローレンシア国の元軍人少尉。ある重大な軍規違反を犯し国を追われ、以後カキツバタと諸国を放浪している。動物に興味があり、旅の途上で出会った動物について何度も日記に綴っている。元軍人であることもあり、サバイバル的な生活に長け、人が眉をひそめるようなものも食べてしまう。スナイパーライフルが得意。
ヒノクレ
女性。オオツクニという国の出身。砂漠で倒れているところをフィオナに発見され、以後行動を共にする。左眼に眼帯をしている。歌が上手い。
カキツバタ
ヒノトプスという小型の竜。フィオナとは子供の頃から一緒に過ごしてきた。旅の同伴者。ヒノクレからは「カッキー」と呼ばれている。

## 技術
パンプキン
古代遺跡で発見された空飛ぶカメラ。フィオナ愛用で、日記に登場する写真はパンプキン撮影のものである。フィオナの旧友エキドナが修理して使えるようにしてくれた。
モバイル
フィオナ愛用。ワープロや図鑑として使用する姿が描かれている。
メガラシア天文台
全長300メートルに及ぶ望遠鏡がある。
SIG-210
フィオナが親からもらった銃。後にヒノクレの護身用のものとなった。
ズー
氷河期前の生体兵器。
大陸横断装甲列車
三つの大陸をつなぐ巨大鉄道。車両にはポポブランという長さ40キロに及ぶ強大な竜を使っている。

## 用語
竜or龍
竜胆を持つ生物の総称。
竜胆
竜の内臓の一つであり、大いなる生命力の源。
龍脈地
物語の舞台となっている星自体にも竜胆が秘められているという仮説があり、その力が地上において具現しているとされる場所。
マスタング旅行記
フィオナ一行が旅先で知り合ったココヨミが勤務する出版社が発行する、月刊「アルソベックフルール・タイムズ」に連載されている旅行記。

## 関連商品

### 単行本
小雨大豆作、講談社、講談社BOX刊
- 「フィオナ旅行記1」 ISBN 978-4-06-283763-7　2009年5月から2010年4月までの日記が収録
- 「フィオナ旅行記2」 ISBN 978-4-06-283764-4　2010年5月から10月までの日記が収録

### ドラマCD
『命の国アクシミリア』
- フィオナ・ローエングラム（声：井上麻里奈）
- ヒノクレ（声：小清水亜美）
- アリア（声：小松由佳）

『マスタングより愛を込めて』
- フィオナ・ローエングラム（声：井上麻里奈）
- ヒノクレ（声：小清水亜美）
- アルル（ 声：能登麻美子）

### デジタル書籍
- フィオナ旅行記 第一章『フィオナの日記』　2009年5月から10月までの日記が収録
- フィオナ旅行記 第二章『二人と一匹』　2009年11月から2010年4月までの日記が収録